# Île de Caher

L'île de Caher (Caher Island en anglais, Cathair na Naomh en irlandais), une île inhabitée au large des côtes du comté de Mayo, en Irlande, est située entre la plus grande île de l'archipel, Clare et Inishturk. Un ancien lieu de pèlerinage fait que l'île est encore visitée de nos jours. Le 15 août de chaque année, à l'Assomption, la tradition du pèlerinage est encore respectée. Le nom de l'île, en irlandais, signifie « la cité des saints ». Il est possible de s'y rendre par bateau, à partir d'Inishturk.
Un très ancien monastère chrétien se trouve sur l'île ainsi que les restes d'une chapelle dans un enclos et plusieurs pierres gravées. Des moines auraient vécu sur l'île au VIIe siècle, d'après les restes d'ermitages qui s'y trouvent.
Il est possible d'accéder à l'île, avec une sécurité raisonnable, en utilisant un petit bateau de type currach, à l'est, à l'endroit marqué  Portatemple sur les cartes. Il ne s'agit pas d'un port utilisable en toute sécurité. Les vagues de l'océan Atlantique peuvent causer des dommages, même par temps calme. Voici le commentaire donné par les cartes sur le secteur : « La profondeur dans toute la zone est irrégulière jusqu'à plus de 7 km du rivage, entre Clew Bay et le port de Killary ; jusqu'à 18 km au sud, casse par mauvais temps. » Cela montre que même dans des vagues moyennes, de moins de 5 mètres de creux, des rochers peuvent affleurer et provoquer une casse inattendue.